# ريكو رودريجيز

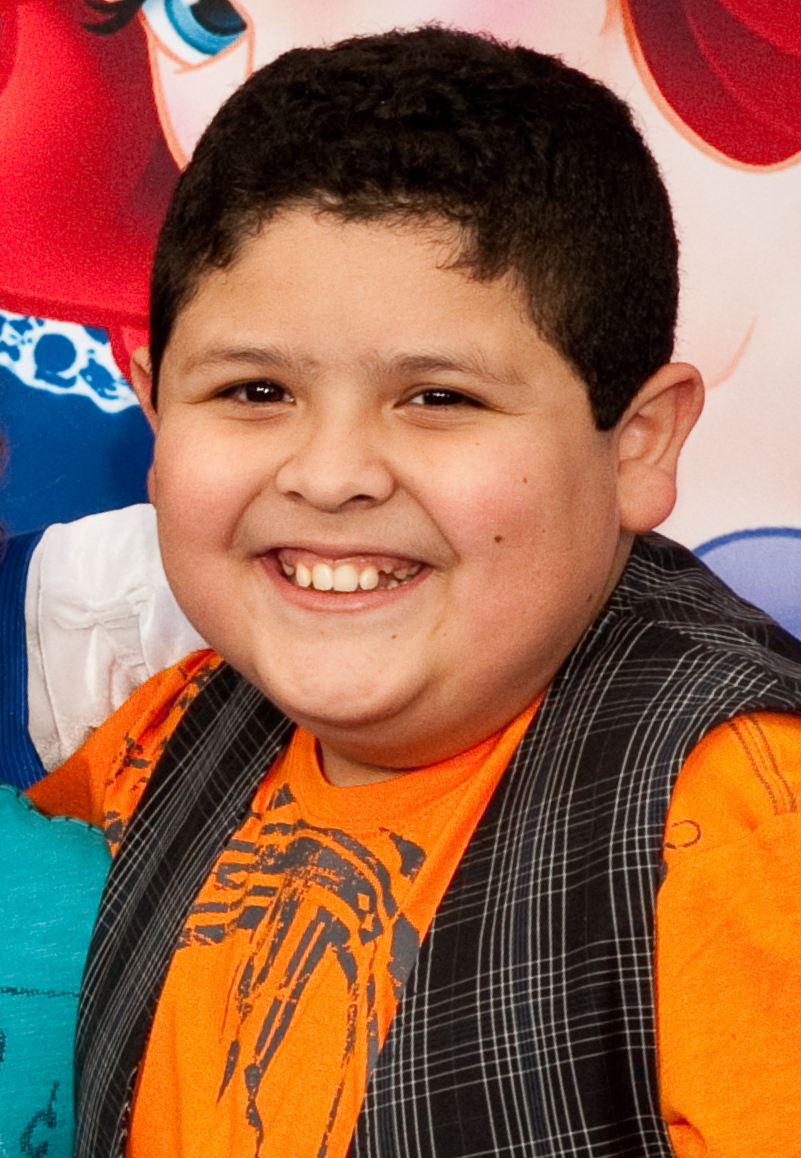
ريكو رودريجيز في يونيو 2010.

ريكو رودريغيز (بالإنجليزية: Rico Rodriguez)‏ (ولد في 31 يوليو 1998) هو ممثل أميركي. رودريجيز مثل دور دلغادو ماني في مسلسل مودرن فاميلي الذي عرض على قناة أيه بي سي.

## وصلات خارجية
- ريكو رودريجيز على موقع IMDb (الإنجليزية)
- ريكو رودريجيز على موقع روتن توميتوز (الإنجليزية)
- ريكو رودريجيز على موقع ألو سيني (الفرنسية)
- ريكو رودريجيز على موقع أول موفي (الإنجليزية)
- ريكو رودريجيز على موقع قاعدة بيانات الفيلم (الإنجليزية)
- ريكو رودريجيز على موقع ليتربوكسد (الإنجليزية)
- ريكو رودريجيز على موقع كينوبويسك (الروسية)